# Élène Golgevit
Pour les articles homonymes, voir Golgevit.
Élène Golgevit est une chanteuse soliste émérite et professeure de chant au Conservatoire national supérieur de musique et de danse de Paris.

## Biographie
Fille d'une mère chef de chœur et sœur du contre-ténor Yann Golgevit, Élène Golgevit s'est formée au Conservatoire à rayonnement régional de Montpellier où elle reçoit des prix en chant et flûte traversière. Elle s'est ensuite perfectionnée en Italie auprès de Roberto Caverni et en France avec la soprano Françoise Garner puis avec Margreet Honig. 
Elle s’est aussi formée auprès du phoniatre Benoît Amy de la Bretèque, spécialiste des questions d’éducation et de rééducation de la voix.
Elle est engagée très tôt comme soliste d’oratorio tant en France qu’en Italie, où elle a interprété Mirjams Siegesgesang de Franz Schubert, la Croisade des enfants de Gabriel Pierné, le Stabat Mater de Pergolèse, le Gloria de Vivaldi, la Passion selon saint Jean de Bach, des motets de Jean Gilles, la Messe du Couronnement de Mozart, etc… 
Chanteuse soliste émérite, elle crée plusieurs opéras contemporains comme Sens contre sens d’Alain Joule ou Le plaisir et l’innocence de Richard Breton et participe en 2009, aux côtés de Peter Eötvös, à la création française des Noces de Bartók dans le cadre du Festival Présences de Radio France.
Elle dirige, jusqu’en 2011, l’ensemble vocal féminin professionnel Héliade, récompensé de prix internationaux aux concours d’Arezzo et de Tours.
Par ailleurs, elle s'investit dans l’enseignement du chant en obtenant le certificat d'aptitude et le diplôme d'État de technique vocale.
Depuis, elle enseigne le chant au Conservatoire national supérieur de musique et de danse de Paris, forme de nouveaux professeurs et conseille des artistes lyriques telles que Julie Fuchs, Sabine Devieilhe ou Eva Zaïcik (révélation lyrique aux Victoires de la musique classique 2018).